# 雨のリグレット
「雨のリグレット」（あめのリグレット）は、稲垣潤一の楽曲。自身のデビューシングルとして、EXPRESSからシングル・レコードで1982年1月21日に発売された。

## 収録曲

### SIDE A
1. 雨のリグレット
作詞：湯川れい子、作曲：松尾一彦、編曲：井上鑑
本楽曲はアルバム『246:3AM』にも収録されている。

### SIDE B
1. 日暮山
作詞：湯川れい子、作曲：松尾一彦、編曲：津村泰彦